# Symplocos hookeri
Symplocos hookeri là một loài thực vật có hoa trong họ Dung. Loài này được C.B. Clarke miêu tả khoa học đầu tiên năm 1882.